# Nebettaui
Nebettaui, Nebettawy, egip. Pani Obu Krajów – córka i żona Ramzesa II. Piąta córka, trzecia z kolei, po Bint-Anath i Meritamon, córka-żona Ramzesa.
Jej matką była Nefertari (niektóre źródła podają tę informacje w wątpliwość). Wielką Małżonką Królewską Ramzesa II prawdopodobnie została w czwartej lub piątej dekadzie jego władzy, po śmierci Meritamon. Nosiła tytuły:"Wielkiej Małżonki Króla" i "Pani Obu Krajów", "Córki Królewskiej", "Ukochanej Córki Króla" oraz "Władczyni Górnego i Dolnego Egiptu". Czasami jej małżeństwo z Ramzesem jest kwestionowane, większość badaczy jednak (m.in. Th. Schneider) potwierdza istnienie tego związku. Jej rzeźbiony wizerunek znajduje się (wespół z Bint-Anath) przy drugim, południowym kolosie Ramzesa w wielkiej świątyni w Abu Simbel. Została pochowana w Dolinie Królowych (QV60). Grobowiec jej został całkowicie obrabowany jeszcze w czasach starożytnych. W czasach koptyjskich przekształcono go w kaplicę.

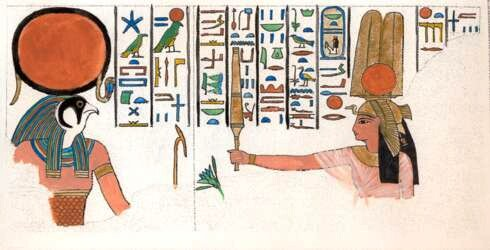
Nebettaui przed Horusem - fragment dekoracji z jej grobowca

|             |           |     |
| \| \| \| \| |           |     |
|             |           |     |
| V30 · X1    | N17 · N17 | A42 |

| V30 · X1 | N17 · N17 | A42 |

|             |           |     |
| \| \| \| \| |           |     |
|             |           |     |
| V30 · X1    | N17 · N17 | A42 |

| V30 · X1 | N17 · N17 | A42 |

|             |           |     |
| \| \| \| \| |           |     |
|             |           |     |
| V30 · X1    | N17 · N17 | A42 |

| V30 · X1 | N17 · N17 | A42 |

|             |           |     |
| \| \| \| \| |           |     |
|             |           |     |
| V30 · X1    | N17 · N17 | A42 |

| V30 · X1 | N17 · N17 | A42 |